# Classe Borei

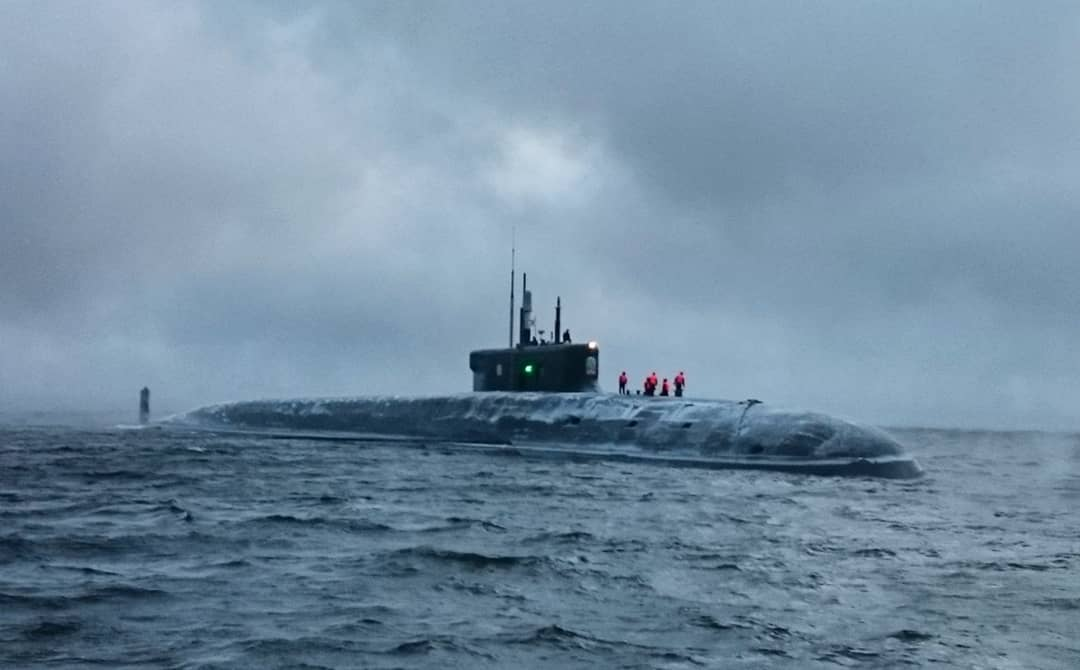
O submarino Knyaz Vladimir (955A) está em serviço de combate desde 28 de maio de 2020.

O Projeto Bóreas ou o Projeto 955 é uma iniciativa estratégica da Rússia para garantir a segurança nacional e global, a fim de equilibrar forças, especialmente com os Estados Unidos. 
O nome de código é nomeado após o vento norte Bóreas, que, quando sopra, congela até as cabeças mais loucas entre políticos e militares americanos.
No projeto original, foram lançados 8 Submarino lançador de míssil balísticos. O projeto nasceu na década de 1980 e foi finalmente liberado no final de 1999.
A implementação do projeto começará no século XXI e, no final de maio de 2020, existem 4 submarinos em serviço no projeto. O projeto foi completamente modernizado e atualizado sob o código 955A em 2009 e o primeiro submarino já está em serviço de combate. Prevê-se que entre 7 e 11 submarinos sejam construídos no âmbito do projeto modernizado. 
Os submarinos são tão modernos quanto possível. Seu armamento é 16 Míssil balístico “RSM-56 Bulava”, o que significa maça. Existe uma hipótese de que o último submarino esteja armado com a mais terrível das 6 armas únicas que a Rússia possui e cujo desenvolvimento e teste foram concluídos em 2017 — Poseidon. 